# Kesselzerknall in Bitterfeld
Der Kesselzerknall in Bitterfeld am 27. November 1977 war die bisher letzte Kesselexplosion einer Dampflokomotive in Deutschland. Dabei starben neun Menschen.

## Ausgangslage

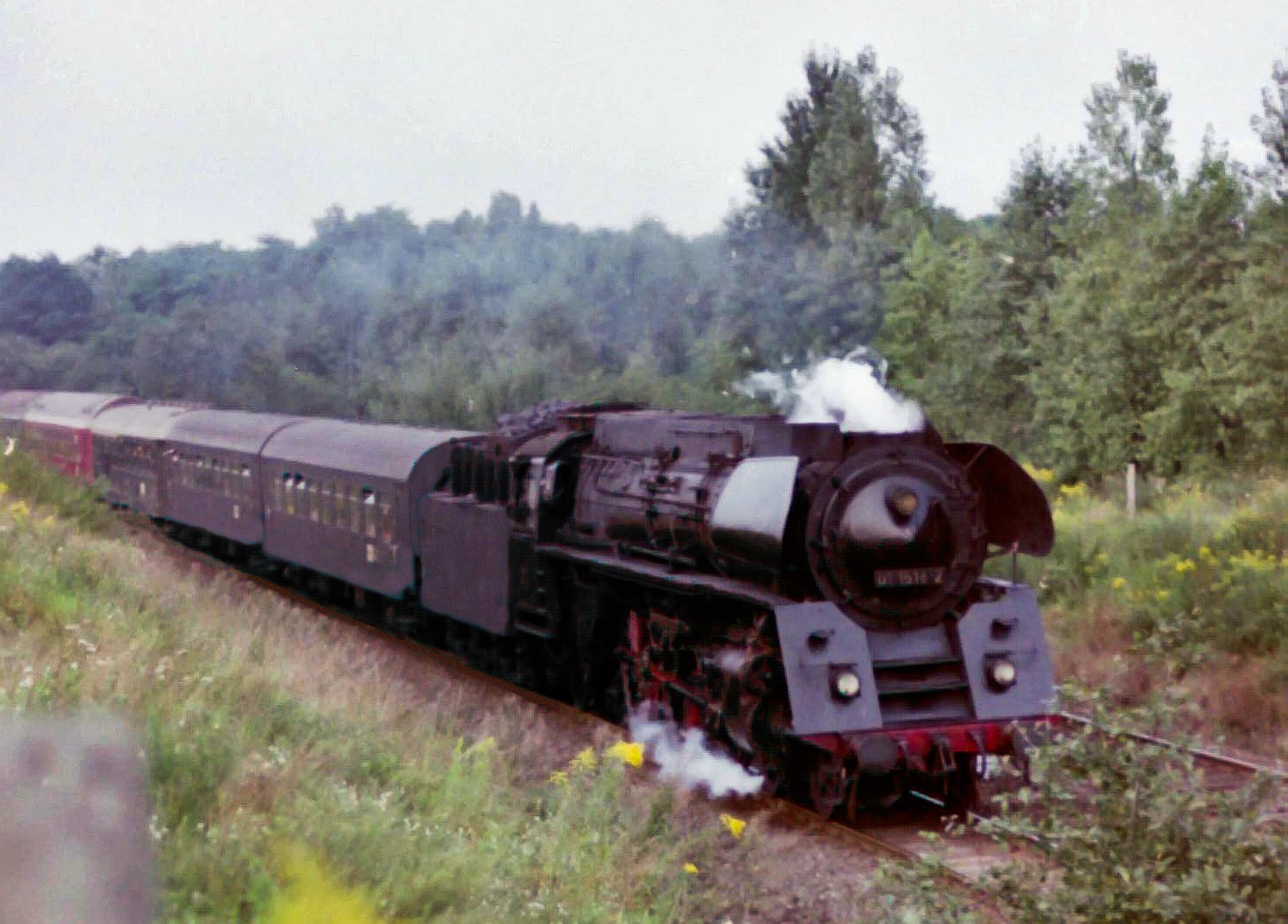
01 1516-2 auf dem Berliner Außenring bei Altglienicke, 3 Monate vor dem Kesselzerknall

Die planmäßige Lokomotive des Schnellzugs D 567 von Berlin-Schöneweide nach Leipzig Hbf, eine Lokomotive der Baureihe 03, war schon auf der Hinfahrt nach Berlin aufgrund von Wassermangel schadhaft und unbrauchbar geworden. Deshalb musste die im Bahnbetriebswerk von Berlin Ostbahnhof stationierte Dampflokomotive 01 1516 eingesetzt werden. Sie war erst wenige Tage zuvor aus dem Reichsbahnausbesserungswerk Meiningen von einer Hauptuntersuchung zurückgekehrt und als Reservelokomotive eingeteilt. Sie wurde kurzfristig für diese Leistung vorgesehen. Die Lokdienstleitung teilte dem Lokpersonal mit, dass die Vorräte der Lokomotive deshalb noch zu ergänzen seien.

## Unfallhergang
Es war inzwischen eine größere Verspätung aufgelaufen. Es wurde nur Kohle, aber kein Wasser aufgenommen, der Lokleitung jedoch mitgeteilt, die Vorräte seien vollständig ergänzt. Die vorgeschriebene Sichtkontrolle der Vorräte vor Fahrtbeginn unterblieb. Auch auf der Strecke wurde nicht zur Wasseraufnahme gehalten.
Bei einer Dampflokomotive soll eine Schmelzsicherungsschraube, im Eisenbahnwesen Schmelzpfropfen genannt, einem Ausglühen des Kessels und so einem Kesselzerknall vorbeugen. Schmelzpfropfen befinden sich über der Feuerung. Der Bleiausguss schmilzt, wenn die Decke der Feuerbüchse überhitzt. Durch die so freigegebene Öffnung strömt ein Wasser-Dampf-Gemisch aus dem Kessel in die Feuerung und dämpft die Flammen. Dies ist mit einem starken Geräusch verbunden. Die Schmelzpfropfen der 01 1516 waren jedoch so stark mit Kesselstein versintert, dass keiner von ihnen ausblies. Es blieb rätselhaft, wie das passieren konnte, obwohl die Lokomotive erst wenige Tage zuvor aus dem Ausbesserungswerk Meiningen von einer Hauptuntersuchung zurückgekehrt war.
Die Untersuchungskommission fand heraus, dass der Wasservorrat im Tender vollständig aufgebraucht war. Die Materialuntersuchung der Feuerbüchse ergab, dass sie auf ca. 740 °C erhitzt worden war. Um diese Temperaturen im Material zu erreichen, musste die Feuerbüchsendecke mindestens vier Minuten lang nicht mit Wasser bedeckt gewesen sein. Bei einer solchen Temperatur sank die Festigkeit der Feuerbüchse von 510 N/mm² auf weniger als 88 N/mm².
Der Wasserstand im Kessel war so tief gesunken, dass das restliche Wasser beim Bremsen für den planmäßigen Halt im Bahnhof Bitterfeld zunächst nach vorne lief und beim Stehenbleiben der Lokomotive nach hinten gegen freiliegende überhitzte Teile der Heizfläche schwappte. Das Wasser verdampfte explosionsartig. Die Decke der Feuerbüchse riss ein, der Kessel der Maschine zerknallte und schleuderte das Führerhaus fort. Er hob zuerst am hinteren Ende ab und stellte sich im Flug mit dem hinteren Ende nach oben. Gleichzeitig drehte er sich, und die Glut aus der Feuerbüchse traf einen auf dem Nachbargleis einfahrenden Reisezug, von dem zwei Personenwagen in Brand gerieten. Der Kessel touchierte beim Herunterfallen das Bahnsteigdach und schlug vor zahlreichen, auf dem Bahnsteig wartenden Reisenden etwa 40 Meter vor der Lokomotive auf dem Gleis auf.

## Folgen
Der Lokomotivführer und der Heizer starben. Durch umherfliegende Splitter und Trümmer kamen im Bahnhof Bitterfeld sieben weitere Personen ums Leben, davon fünf, die unmittelbar im Bereich der Feuerbüchse standen und durch den ausströmenden heißen Dampf verbrüht wurden. 45 Personen wurden verletzt.
Das Bahnsteigdach und 60 Meter Oberleitung wurden beschädigt.